# Xarxet hotentot
El xarxet hotentot (Anas hottentota) és un petit ànec que habita llacs, estanys, aiguamolls i corrents fluvials, en Àfrica central, al nord de Nigèria i sud de Níger, fins al llac Txad, en Àfrica oriental, des del nord d'Etiòpia fins al nord de Tanzània, en Àfrica meridional, des de Zàmbia fins al sud de Sud-àfrica, i a Madagascar. Modernament se l'ha inclòs en el gènere Spatula com S. hottentota